# Croce della Vittoria
La Croce della Vittoria è un gioiello dell'arte asturiana preromanica, conservata nella Sacrestia della Cattedrale del Salvatore di Oviedo e divenuta il simbolo delle Asturie.
Si tratta di una croce latina di legno di quercia rivestita d'oro e di pietre preziose. Le braccia si allargano alle estremità e nel suo centro è situato un reliquiario.
Fu realizzata da orafi originari della Francia durante il regno di Alfonso III che ne ordinò la fabbricazione all'inizio del X secolo per donarla alla cattedrale del Salvatore di Oviedo, come indicato nel retro della croce, a fianco della iscrizione in latino « HOC SIGNO TVETVR PIVS. HOC SIGNO VINCITVR INMICVS » (« Da questo segno il pio sarà protetto. Da questo segno il nemico sarà vinto »).
L'alfa e l'omega sono la prima e l'ultima lettera dell'alfabeto greco e simboleggiano l'inizio e la fine.
Secondo la leggenda si tratta della croce portata da Pelagio nella battaglia di Covadonga.

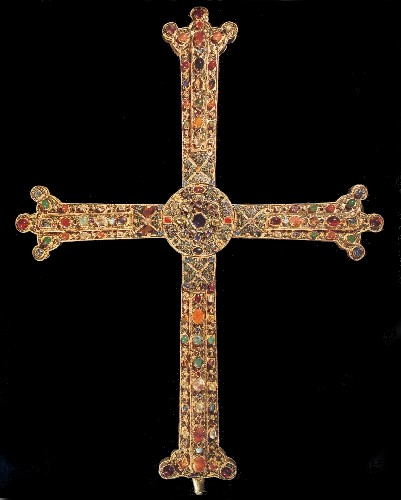
Faccia anteriore della Croce della Vittoria
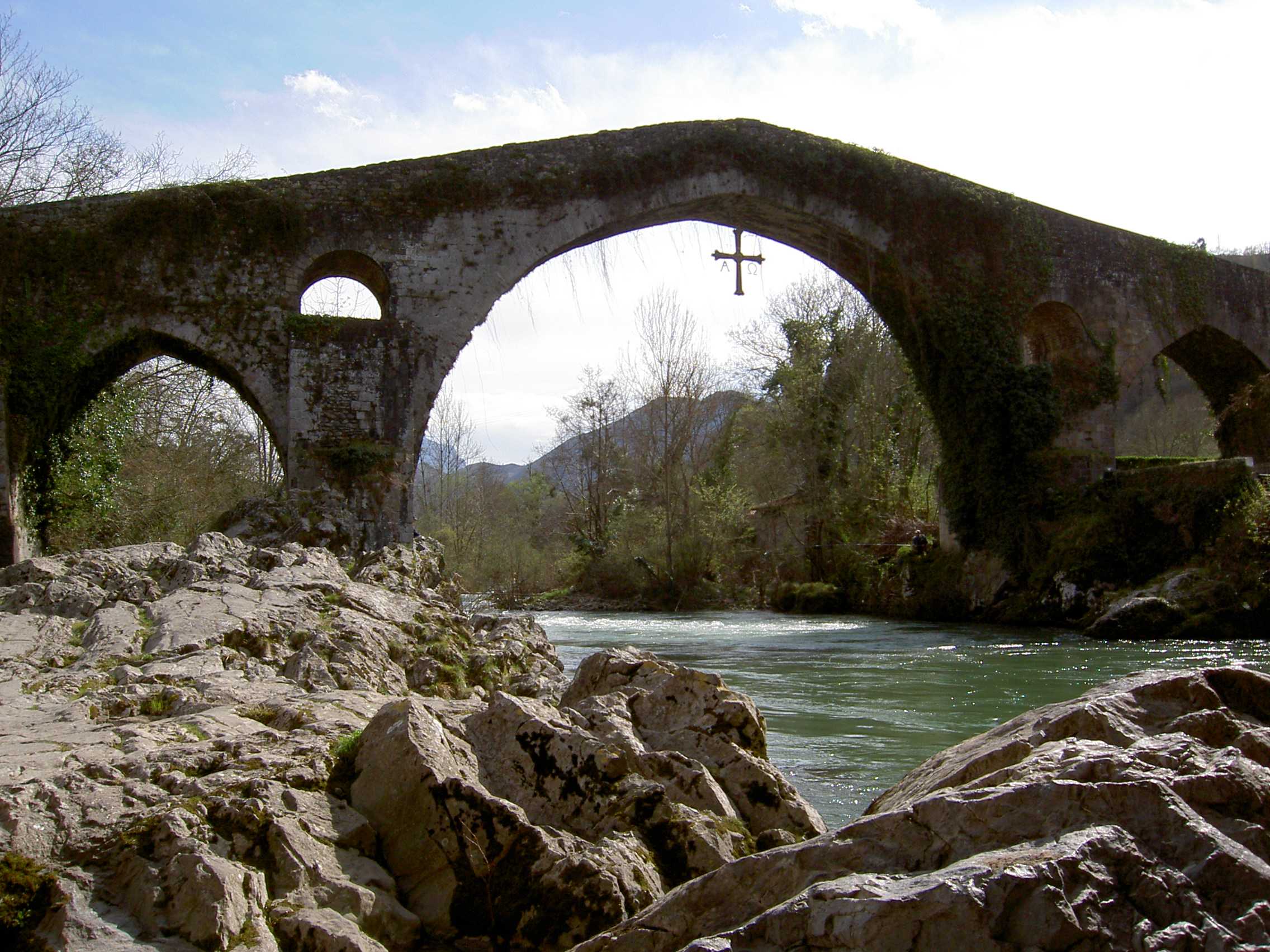
Riproduzione della croce della Vittoria appesa al Ponte Romano di Cangas de Onís
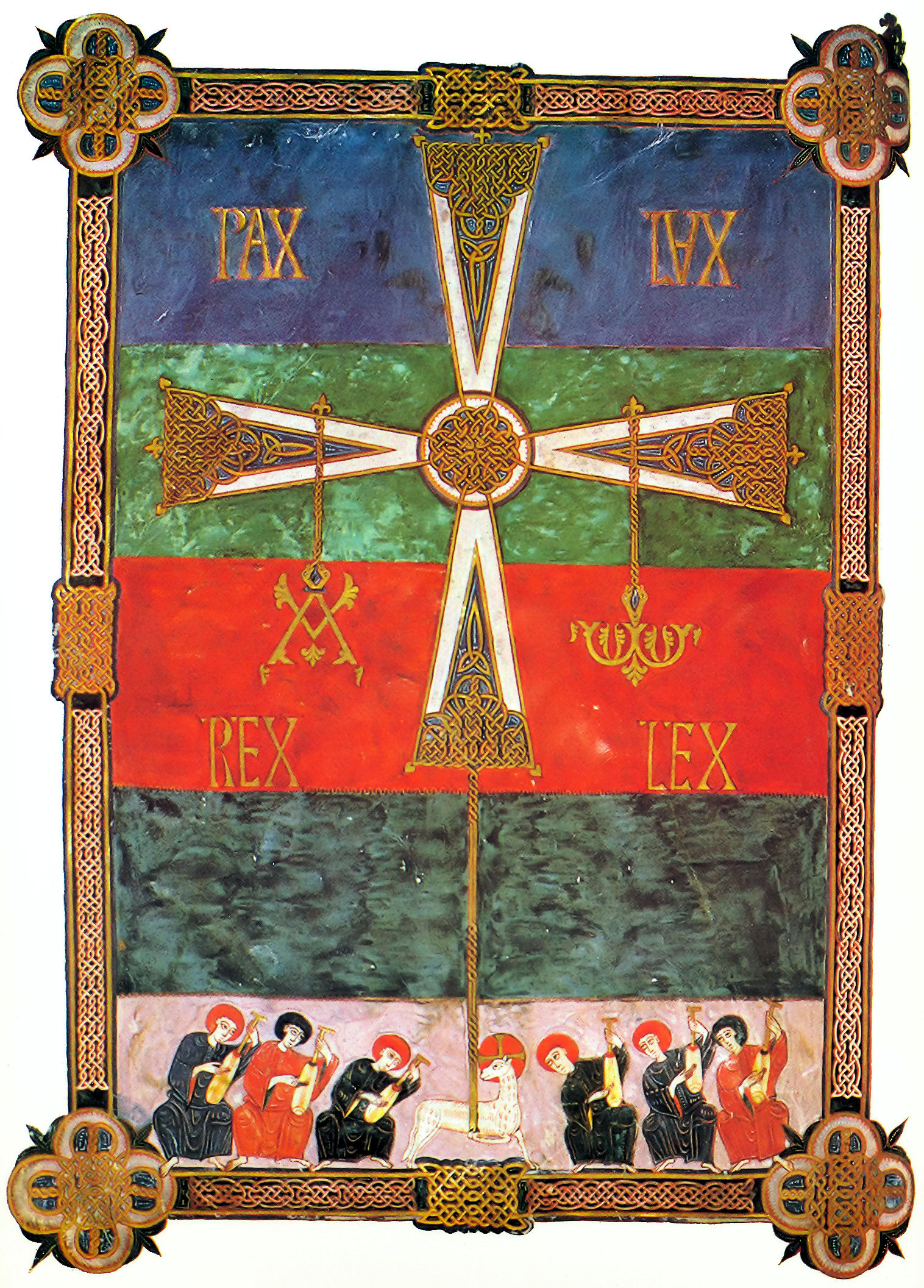
« Io sono l'Alfa e l'Omega, l'inizio e la fine, dice il Signore Dio, colui che è, che è stato e che sarà, l'Onnipotente » (Apocalisse 1, 8) »
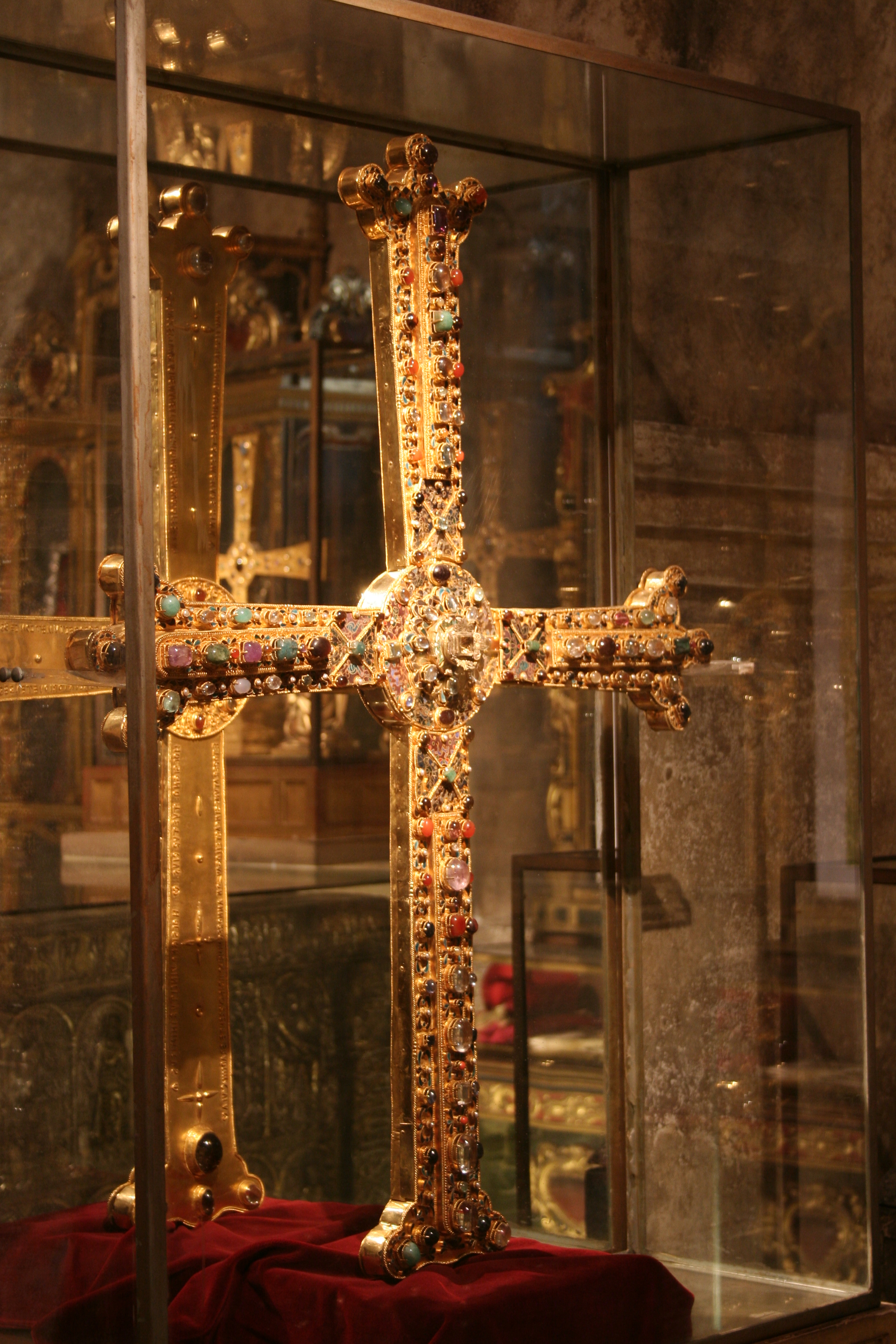
Croce della Vittoria nella Sagrestia della Cattedrale del Salvatore

## Araldica
La Croce della Vittoria compare in molti stemmi del territorio asturiano.

la Croce della Vittoria (o Croce delle Asturie)
L'emblema del Regno delle Asturie, una croce latina, accompagnata da un'alfa e un'omega, che sono la prima e l'ultima lettera dell'alfabeto greco e simboleggiano l'inizio e la fine.
d'azzurro, alla Croce della vittoria al naturale, accompagnata a destra dalla scritta HOC SIGNO TUETUR PIUS ordinato in verticale dalla punta verso il capo e a sinistra dalla scritta HOC SIGNO VINCITUR INIMICUS ordinata in verticale dal capo verso la punta, in lettere maiuscole d'oro
d'azzurro, alla Croce della Vittoria al naturale; alla bordura di rosso caricata di otto crescenti rovesciati d'oro
di rosso, alla croce della Vittoria al naturale, accantonata da quattro gigli d'oro